# Fiume (province)
1809–1811
Entités suivantes :
- Croatie civile

La province de Fiume est une ancienne subdivision des Provinces illyriennes, sous contrôle de l'Empire français, qui a existé entre 1809 et 1811. Sa population est estimée à 23 000 habitants vers 1809. Son territoire était divisé en onze cantons : Fiume, Segna, Buccari, Castua, Pisino, Wrem, Merkapail, Arbe, Veglia, Cherso et Lucino-Grande.

## Histoire
La province est constituée le 25 décembre 1809 lors de l'annexion des provinces illyriennes par l'Empire français. Le chef-lieu est fixé à Fiume (actuelle Rijeka en Croatie).
Elle est supprimée le 15 avril 1811 lors de la réorganisation des provinces.